# Lorca (település)
Lorca egy város Délkelet-Spanyolországban, Murcia autonóm közösségében. Európa egyik legszárazabb vidékén fekszik. 

## Fő látnivalók
- Középkori erődje
- Templomai (Santa María, San Juan, San Francisco, San Pedro, San Mateo, Iglesia del Carmen)
- A város központját, a Plaza de Españát is szép épületek övezik
- Palacio de San Julián

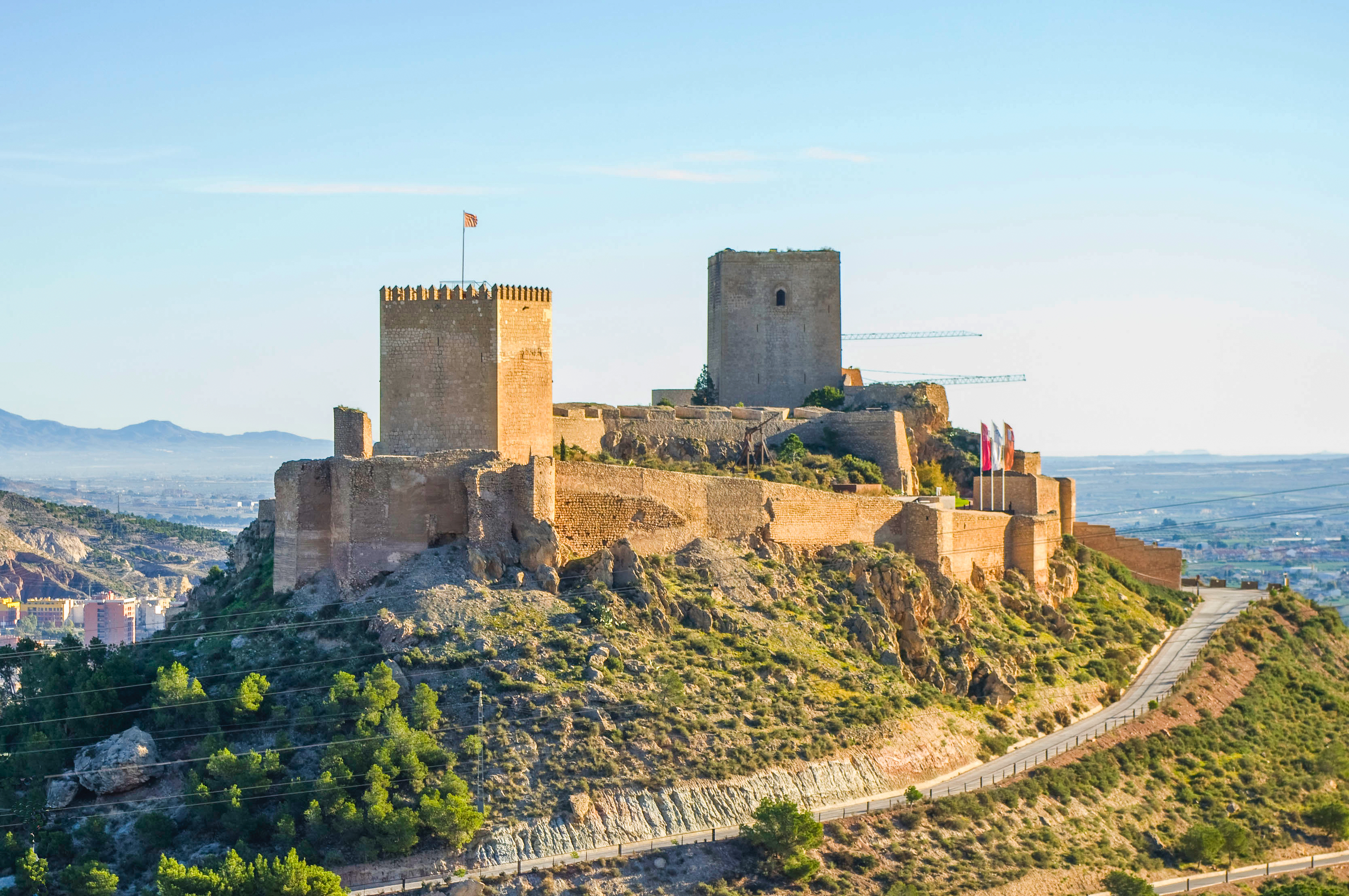
Lorca erődje
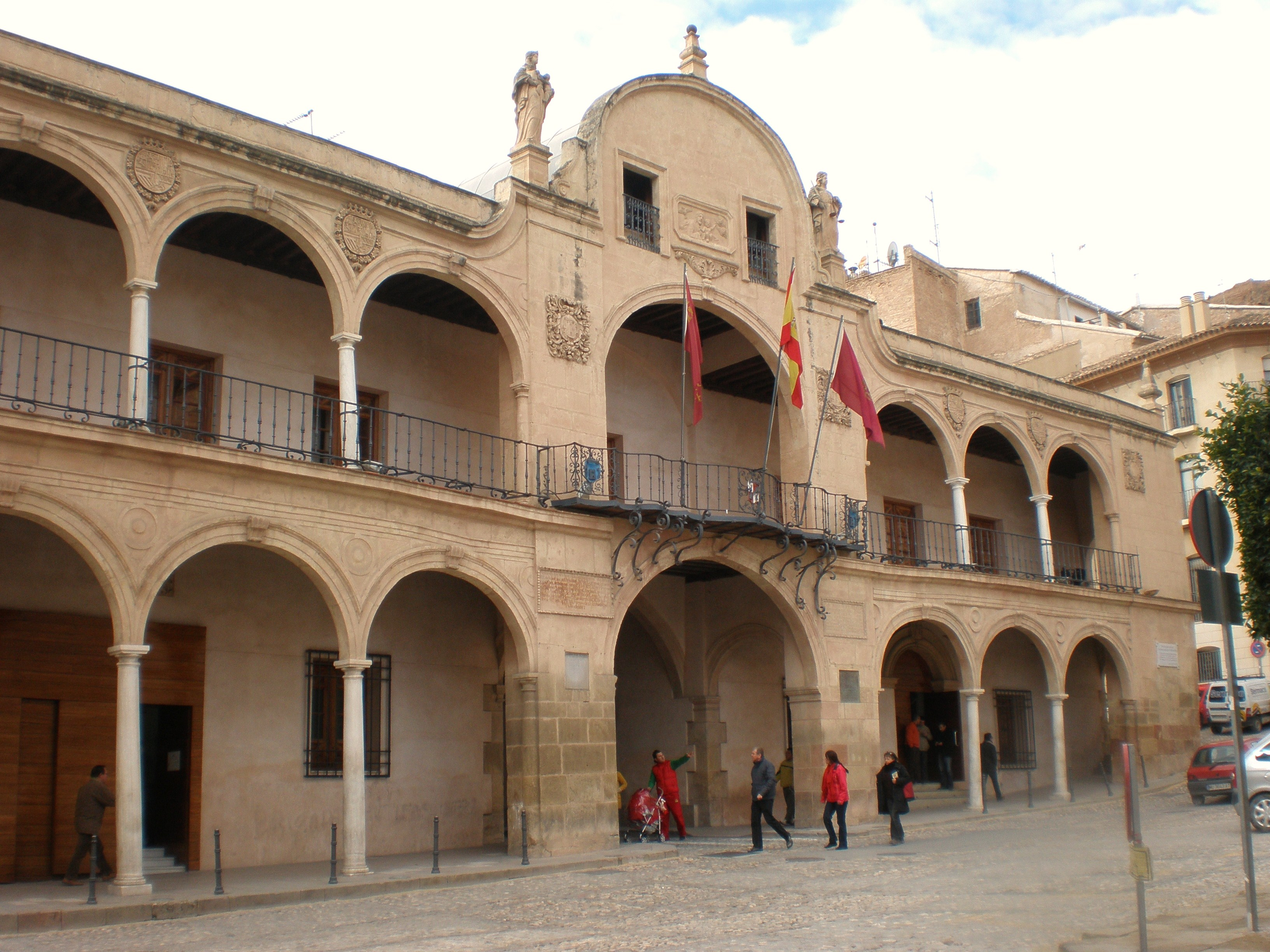
A városháza
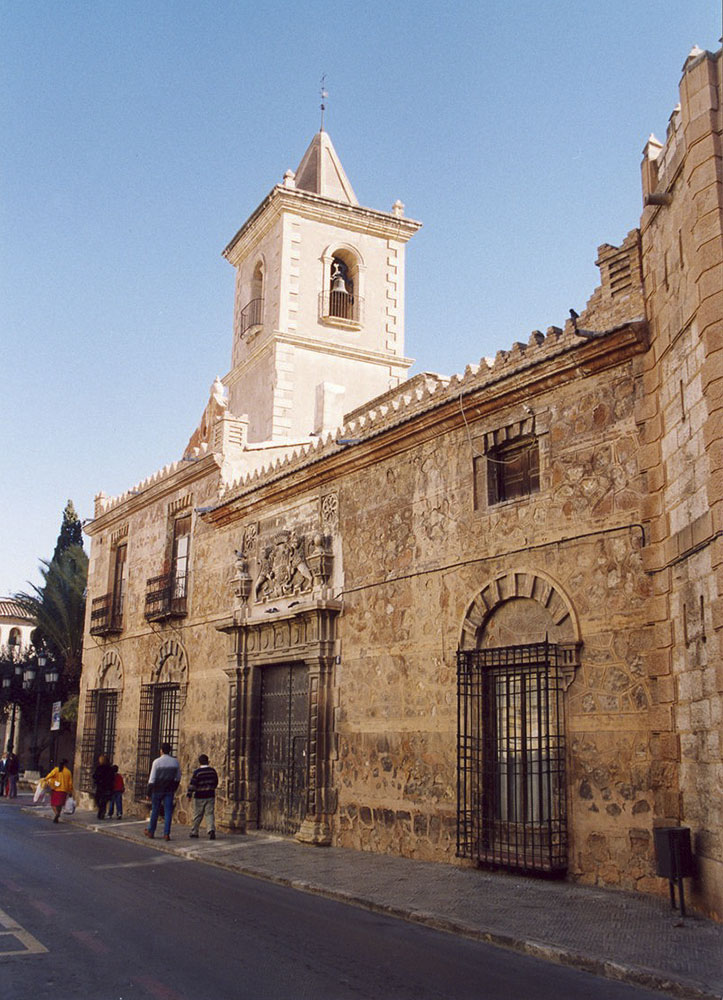
Palacio de los Condes de San Julián

## Nevezetes szülöttei
- Josua ben Josef Lorki († kb. 1419),
- Rafael Maroto (1783–1853), generális
- Eliodoro Puche (1885–1964), író
- Joaquín Arderíus (1885–1969), író
- Narciso Yepes (1927–1997), gitárzenész
- José Luis Munuera (* 1972)

## Népesség
A település lakosságának változását az alábbi diagram mutatja:
| Lakosok száma | 77 075 | 84 245 | 89 606 | 91 906 | 92 865 | 91 759 | 92 299 | 94 404 | 97 151 | 98 334 |
|               | 2001   | 2004   | 2007   | 2009   | 2012   | 2014   | 2017   | 2019   | 2022   | 2024   |